# فاز (مشهد)
فاز یا پاز روستایی در دهستان تبادکان بخش مرکزی شهرستان مشهد استان خراسان رضوی ایران است.

## جمعیت
بر پایه سرشماری عمومی نفوس و مسکن در سال ۱۳۹۵ جمعیت این روستا ۴۰۹ نفر (۱۲۸خانوار) بوده‌است.